# Наташа Феодоріду
Наташа Феодоріду (грец. Νατάσα Θεοδωρίδου, 24 жовтня 1970, Салоніки) — грецька співачка.

## Біографія
В дитинстві навчалась грі на гітарі при музичному училищі Салонік, проте мріяла стати правницею. Після завершення середньої освіти вступила на журналістський факультет університету Аристотеля, студенткою співпрацює із популярним журналом «Акроама».
Після закінчення університету веде музичні програми на місцевій радіостанції та одружується. В середині 1990-х народжує дочку Христіану і скоро розлучується. Переїжджає до Афін 1996 року. Дебютний її виступ відбувся у вересні того ж року, у складі групи «Хандрес», разом з Ламбісом Лівієратосом, Антонісом Ремосом і Пантелісом Канаракісом. Після підписання контракту із Sony Music був записаний її дует з Арісом Самоладасом «Απ' τους δυο μας, κανείς», який увійшов в його альбом.
Майже одразу виходить і перший альбом самої Теодоріду (1996 рік) «Νατάσα Θεοδωρίδου», який приніс співачці широку популярність та став платиновим. Взимку вона виступає в «Аполлоні» з Василісом Каррасом, Лефтерісом Пандазісом, а після Великодня — у телешоу з Пасхалісом Терзісом і Таносом Каллірісом.
Другий диск вийшов 1998 року, дует із Пасхалісом Терзісом «Δεν θέλω τέτοιους φίλους» стає справжнім гімном. У березні того ж року вона знайомиться з Андреасом Фустаносом, з яким пізніше одружується та народжує другу дочку Ізабеллу.
У подальшому Наташа Феодоріду співпрацювала із такими співаками, як Антоніс Ремос, Йоргос Мазонакіс, Костас Доксас, Стеліос Діонісіу, Нікос Куркуліс, Каті Гарбі, Христос Пазіс та ін. Пісні для неї писали Міхаліс Хадзіянніс, Йоргос Феофанус, Наталія Герману. 16 жовтня 2013 року відбулася презентація альбому Наташи Феодоріду «Σ’ αγαπώ», який вона записала у співпраці з композитором Антонісом Вардісом. Альбом вийшов під лейблом Minos-EMI Universal. Взимку 2014 — 2015 років Теодоріду співає в Tas Music Stage в спільній програмі з композитором Йоргосом Феофанусом .

## Дискографія

### Сольні альбоми
- 1997: — "Νατάσα Θεοδωρίδου"
- 1998: — "Δεύτερη Αγάπη"
- 2000: — "Θα Μιλήσω Με Τ΄ Αστέρια"
- 2001: — "Υπ’ Ευθύνη Μου"
- 2002: — "Τόση Αγάπη Πώς Να Χαθεί"
- 2004: — "Έρωτα, Δεν Ξέρεις Ν' Αγαπάς"
- 2005: — "Ως Εκεί Που Η Καρδιά Μπορεί Ν' Αντέξει"
- 2006: — "Έχω Μια Αγκαλιά"
- 2007: — "Νατάσα"
- 2009: — "Μια Κόκκινη Γραμμή"
- 2010: — "Η Ζωή Μου Έρωτας"
- 2012: — "Απέναντι"
- 2013: — "Σ’ Αγαπώ"
- 2016: — "Άστα Όλα Κι Έλα"[5]
- 2018: — "Ποτέ Δεν Έφυγα Απο 'Δώ"

### Різноподібний збірник
- 2002: – "Hit Mix"
- 2005: – "Νατάσα Θεοδωρίδου"
- 2005: – "4 Τραγούδια Από Το Επερχόμενο Album "Ως Εκεί Που Η Καρδιά Μπορεί Ν' Αντέξει"
- 2008: – "Δίπλα Σε Σένα (Best of)"
- 2008: – "Μια Διαδρομή"
- 2012: – "Στιγμές"
- 2013: – "The Love Collection"
- 2020: – "Γη Της Ιωνίας"
- 2021: – "Η Ερωτική Νατάσα"
- 2024: – "Η Ερωτική Νατάσα 2"

### Концертні альбоми
- 2003 - "Μια Διαδρομή Θεσσαλονίκη - Αθήνα (Ζωντανή Ηχογράφηση)"
- 2015 - "Μαζί Με Σένα (Live)"
- 2016 - "Live Ωδείο Ηρώδου Αττικού"

### DVD-диски
- (2005): – "The Video Collection ‎(DVD-V)"
- (2008): – "Δίπλα Σε Σένα ‎(2xCD, Comp + DVD-V)"

### Дуети
- 1995 – «"Πλατεία Αριστοτέλους"» (за уч. з Дімітрісом Ракідзісом)
- 1997 – «"Απ’ Τους Δυο Μας Κανείς"» (спільно з Арісом Самоладасом)
- 1997 – «"Μη Γυρίσεις Ξανά"» (за уч. з Тріантафіллосом)
- 1998 – «"Δεν Θέλω Τέτοιους Φίλους"» (спільно з Пасхалісом Терзісом)
- 2000 – «"Επιτέλους"» (за уч. з Кеті Гарбі)
- 2000 – «"Ο Τρόπος"» (спільно з Ламбісом Лівієратосом)
- 2001 – «"Μια Φορά Κι Εσύ Κάνε Κάτι"» (за уч. з Костасом Доксасом)
- 2002 – «"Παράνομη Αγάπη Μου"» (спільно з Хрістосом Пазісом)
- 2005 – «"Δε Σε Ξεπέρασα"» (за уч. з Яннісом Паріосом)
- 2005 – «"Να 'σουν Θάλασσα"» (спільно з Сарбель)
- 2005 – «"Θα Ορκιστώ Σε Ό,τι Έχω Ιερό"» (спільно з Bo)
- 2006 – «"Μονάχα Μια Αγάπη"» (за уч. з Таносом Дзанісом)
- 2006 – «"Είναι Κάτι Στιγμές"» (спільно з групою Stavento)
- 2010 – «"Ένα Φίλο Μου Καλό Να Βρω"» (спільно з Нікосом Вертісом)
- 2010 – «"Καληνύχτα"» (за уч. з Йоргосом Мукідісом)
- 2011 – «"Μες Του Αιγαίου"» (за уч. з Наною Мускурі)
- 2012 – «"Τα Χατίρια"» (спільно з Марінеллою)
- 2012 – «"Λάθος Αγάπες"» (за уч. з Еленою Папарізу)
- 2013 – «"Ανάμνηση"» (спільно з Антонісом Вардісом)
- 2015 – «"Πώς Χαιρετάνε Ξέχασα"» (за уч. з Лакісом Пападопулосом)
- 2017 – «"Αν Μ'αγαπάς Αληθινά"» (спільно з Йоргосом Пападопулосом)
- 2018 – «"Λάθος Μου"» (за уч. з Константіносом Аргіросом)
- 2018 – «"Ένα Φιλί"» (спільно з Петросом Яковідісом)
- 2021 – «"Τα Καλοκαίρια Μου"» (за уч. з Мірелою Паху)
- 2021 – «"Τι Είναι Αυτό Που Μας Ενώνει"» (спільно з групою Pyx Lax)

### Пісні
- 2014 — "Ρίξε Νύχτα"
- 2015 — "Άστα Όλα Κι Έλα"
- 2017 — "Επειδή Με Ξέρω"
- 2019 — "Μη Μου Πεις Για Πάντα"
- 2019 — "Χαρτοπόλεμος"
- 2020 — "Παραδόθηκα Σε Σένα"
- 2020 — "Για Μένα"
- 2021 — "Έξαψη"
- 2021 — "Υπάρχω Για Σένα"
- 2022 — "Δεν Ντράπηκες"
- 2022 — "Περηφάνια Μόνο"
- 2023 — "Ο Χάρτης"
- 2023 — "Ένα Λάθος"
- 2024 — "Καλοκαίρι"
- 2024 — "Μια Παραλίγο Ευτυχία"

### Колекція відеокліпів
- 1997: «"Δίχως Λόγο Και Αφορμή"»
- 1997: «"Ένα Σπίτι Καίγεται (Κρίμα)"»
- 1997: «"Μη Γυρίσεις Ξανά (Amulet)"» (за уч. з Тріантафіллосом)
- 1997: «"Δεν Σ' Αδικώ"»
- 1997: «"Απ’ Τους Δυο Μας Κανείς"» (спільно з Арісом Самоладасом)
- 1998: «"Πού Περπατάς (Tellement N' Brick)"»
- 1998: «"Περίπου"»
- 1998: «"Αχάριστη Καρδιά"»
- 2000: «"Να Γράψεις Λάθος (Hielo Y Fuego)"»
- 2000: «"Ακούστε Τι Μου Είπανε"»
- 2000: «"Αν Υπάρχει Παράδεισος"»
- 2000: «"Διπλό Παιχνίδι"»
- 2000: «"Πρώτη Φορά Θα Κάνω Κάτι Σωστό"»
- 2000: «"Παράνομη Αγάπη Μου"» (спільно з Христосом Пазісом)
- 2000: «"Επιτέλους'"» (за уч. з Кеті Гарбі)
- 2001: «"Καταζητείται (Ojos Asi)"»
- 2001: «"Υποκρισία"»
- 2001: «"Σου Βάζω Δύσκολα"»
- 2001: «"Τι Φταίω"»
- 2001: «"Μια Φορά Κι Εσύ Κάνε Κάτι"» (за уч. з Костасом Доксасом)
- 2001: «"Καλώς Ήρθες Αγάπη"»
- 2001: «"Αδιέξοδη Αγάπη"»
- 2002: «"Όπου Και Να `Σαι"»
- 2002: «"Αχ!"»
- 2002: «"Φεγγάρι"»
- 2002: «"Τις Δύσκολες Στιγμές"»
- 2003: «"Δεν Ξέρω Πόσο Σ'Αγαπώ"»
- 2003: «"Έλα Που Φοβάμαι"»
- 2004: «"Ξημερώνομαι"»
- 2004: «"Πως Τα Κατάφερες"»
- 2005: «"Δε Σε Νοιάζει Για Μας"»
- 2005: «"Απόψε"»
- 2005: «"Μια Γλυκειά Μελωδία"»
- 2006: «"Δεν Επιτρέπεται"»
- 2006: «"Έχω Μια Αγκαλιά"»
- 2007: «"Πάλι"»
- 2007: «"Δεν Θέλω Τίποτα"»
- 2009: «"Κύκλος"»
- 2009: «"Μια Κόκκινη Γραμμή"»
- 2010: «"Ψέμα"»
- 2010: «"Τώρα Θα Πονάς"»
- 2012: «"Απέναντι"»
- 2012: «"Για Κανένα"»
- 2012: «"Θα 'Ρθω Να Σε Δω"»
- 2013: «"Εγκλωβισμένη"»
- 2013: «"Ακόμα Σ' Αγαπώ"»
- 2013: «"Δυο Ζωές"»
- 2013: «"Ανάμνηση"» (спільно з Антонісом Вардісом)
- 2013: «"Τι Μου Συμβαίνει"»
- 2015: «"Ασ' Τα Όλα Κι Έλα"»
- 2016: «"Ανήσυχος Καιρός"»
- 2016: «"Αν Είχα Μείνει"»
- 2017: «"Επειδή Με Ξέρω"»
- 2018: «"Λάθος Μου"» (за уч. з Константіносом Аргіросом)
- 2018: «"Δε Με Αφορά"»
- 2019: «"Μη Μου Πεις Για Πάντα"»
- 2019: «"Χαρτοπόλεμος"»
- 2020: «"Παραδόθηκα Σε Σένα"»
- 2020: «"Για Μένα"»
- 2021: «"Έξαψη"»
- 2021: «"Υπάρχω Για Σένα"»
- 2022: «"Δεν Ντράπηκες"»
- 2022: «"Περηφάνια Μόνο"»
- 2023: «"Ο Χάρτης"»
- 2023: «"Ένα Λάθος"»